# Thomas Strittmatter
Thomas Strittmatter (* 18. Dezember 1961 in St. Georgen im Schwarzwald; † 29. August 1995 in Berlin) war ein deutscher Schriftsteller und Maler.

## Leben
Strittmatter war Verfasser von Theaterstücken, Hörspielen, Prosatexten und Drehbüchern. Außerdem studierte er Malerei und Grafik an der Staatlichen Akademie der Bildenden Künste in Karlsruhe; er war Schüler von Peter Ackermann.
Als Künstler interessierten ihn Drama, Prosa, Film, Hörspiel gleichermaßen: Er beschäftigte sich auch mit Rauminstallationen, Gemälden und Zeichnungen. Bekannt wurde er aber in erster Linie als Theaterautor. 1985 drehte er seinen ersten Spielfilm mit Nico Hofmann, und 1986 hospitierte er bei Werner Herzog an den Münchner Kammerspielen. Noch während des Studiums in Karlsruhe schrieb er das Hörspiel „Viehjud Levi“ und die Stücke „Brach“, „Polenweiher“ sowie „Der Kaiserwalzer“.
Sein Prosadebüt 1990, sein erster und einziger Roman mit dem Titel „Raabe Baikal“, wurde von der Kritik breit aufgenommen und mit dem Förderpreis beim Literaturpreis der Stadt Bremen ausgezeichnet. Eine zweite Karriere machte er als Drehbuchautor für Jan Schütte für die vielfach ausgezeichneten Werke „Drachenfutter“, „Winkelmanns Reisen“ und zuletzt „Auf Wiedersehen, Amerika“. Seinen Film „Bohei Bohau“ konnte Strittmatter zusammen mit Regisseur Didi Danquart 1995 kurz vor seinem überraschenden Tod noch beenden.
Für seine Arbeiten wurde Strittmatter vielfach ausgezeichnet.
1995 starb er überraschend im Alter von 33 Jahren an einer angeborenen Aortenklappenstenose, einem Herzklappenfehler, den er nicht rechtzeitig behandeln ließ. Er wurde auf dem Waldfriedhof in St. Georgen beigesetzt.

## Werke

### Theaterstücke
- Viehjud Levi. 1980.
- Brach. 1982.
- Der Polenweiher. 1983.
- Der Kaiserwalzer. 1983.
- Erste Stücke. 1985.
- Die Liebe zu den drei Orangen. (frei nach Carlo Gozzi), 1988.
- Untertier. 1991.
- Irrlichter – Schrittmacher. 1992.
- Gesualdo. 1993.

### Prosa
- Drei Bildergeschichten und zwei andere. Text und Zeichnungen. 1983.
- Raabe Baikal. Roman. 1990.
- Milchmusik. Zwei Monologe. 1996.

### Drehbücher
- Der Polenweiher (D, 1986), unter der Regie von Nico Hofmann, mit Eberhard Feik u. a.
- Drachenfutter (D, 1987), unter der Regie von Jan Schütte, mit Ulrich Wildgruber u. a.
- Das Königsstechen (TV-D, 1988), unter der Regie von Gedeon Kovács, mit Sigfrit Steiner, Lisa Helwig u. a.
- Winckelmanns Reisen (D, 1990), unter der Regie von Jan Schütte, mit Traugott Buhre, Susanne Lothar u. a.
- Auf Wiedersehen Amerika (D/PL, 1994), unter der Regie von Jan Schütte, mit George Tabori, Otto Tausig u. a.
- Bohai Bohau (D, 1995), unter der Regie von Didi Danquart, mit Robert Hunger-Bühler, Natalie Körner, Tobias Langhoff, Georg von Manikowsky, Mark Zak

## Auszeichnungen
- 1981 Landespreis für Volkstheaterstücke für Viehjud Levi
- 1984 Landespreis für Volkstheaterstücke für Der Polenweiher
- 1984 Ernst-Willmer-Stipendium des Ingeborg-Bachmann-Preises, für den ersten Ausschnitt aus dem Erzählprojekt Schwarzwursthammer
- 1987 Francesco-Pasinetti-Preis der italienischen Filmkritik für Drachenfutter
- 1988: Preis der deutschen Filmkritik für den besten Spielfilm sowie den Fernsehfilmpreis der Deutschen Akademie der Darstellenden Künste, beide für Drachenfutter.
- 1989 Kranichsteiner Literaturpreis
- 1991 Förderpreis beim Literaturpreis der Stadt Bremen
- 1992 Aufenthaltsstipendium des Berliner Senats im Literarischen Colloquium Berlin
- 1994 Bayerischer Filmpreis – Drehbuchpreis

## Postume Ehrungen
- Strittmatter zu Ehren wurde der von der MFG Filmförderung verliehene Baden-Württembergische Drehbuchpreis 2007 in Thomas Strittmatter Preis umbenannt.[5]
- Im Jahr 2003 wurde das St. Georgener Gymnasium, an dem er das Abitur ablegte, in Thomas-Strittmatter-Gymnasium umbenannt.

## Rezeption
- Peer Martiny, Bettina Petry: Keine Zeit verschwenden. Der Schriftsteller Thomas Strittmatter. ZDF 2005 (Dokumentarfilm)
- Almut Tina Schmidt: Der Schwarzwursthammer, Ein Hörstück nach Fragmenten des gleichnamigen Erzählprojekts des Autors aus seinem Nachlass.[6][7]
- Viehjud Levi, (D/CH/A, 1999), unter der Regie von Didi Danquart, mit Bruno Cathomas u. a. Drehbuch: Didi Danquart und Martina Döcker
- Peer Martiny und Günter Strittmatter: ‘‘Raabe Baikal‘‘, Felix Bloch Erben GmbH & Co, KG, Berlin, Drehbuch nach dem gleichnamigen Roman des Autors.

## Übersetzungen von Raabe Baikal
- ‘‘Raven‘‘ von Thomas Strittmatter, ins Englische übertragen von Ian Mitchell, Verlag Chatto & Windus, London 1993, ISBN 0-7011-4793-8.
- ‘‘Raaf Bajkal‘‘ von Thomas Strittmatter, ins Niederländische übertragen von Carlien Brouwer. Verlag Uitgeverij Bert Bakker, Niederlande 1993, ISBN 90-351-1227-X.